# Sugawara no Michizane

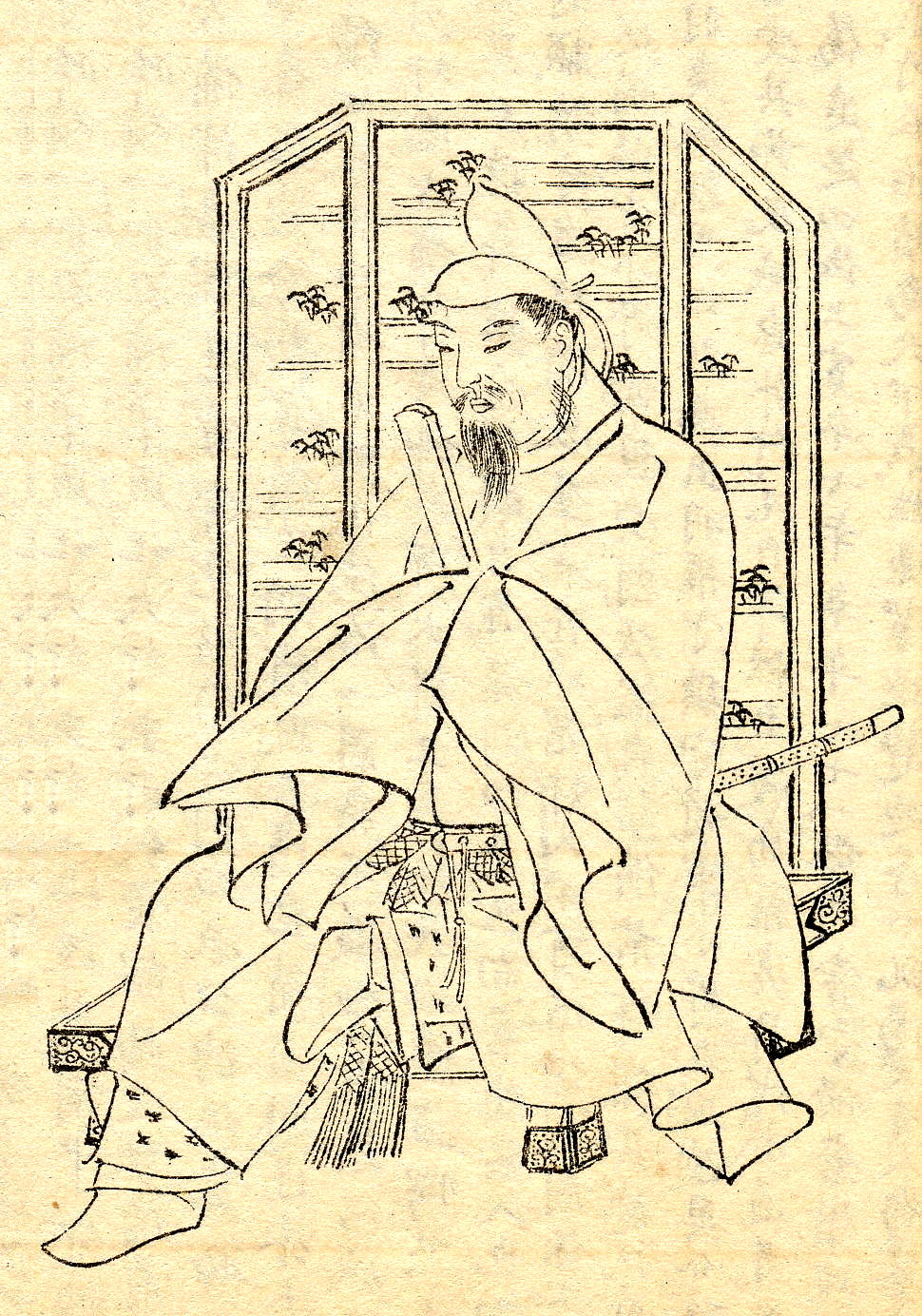
Sugawara no Michizane tecknad av Kikuchi Yosai (1788–1878)

Sugawara no Michizane, född 845, död 903, var en statsman, författare, hovtjänsteman och kinesisk klassicist verksam i Heianperiodens Japan.
Michizane kom från den framstående ätten Sugawara, och han uppnådde snabbt en hög rang vid hovet. Han var en betydande motståndare till Fujiwara-ätten, som utökade sin makt under denna tid genom sina nära förbindelser med kejsarfamiljen. 901 anklagades han för en komplott mot kejsaren och förvisades till Kyushu, där han dog två år senare. När Kyoto efter hans död drabbades av naturkatastrofer sågs det som hämnd av Sugawara no Michizanes ande. Därför upphöjdes han postumt till höga ämbeten och gjordes med namnet Kitano Tenjin till en kami. Som Tenjin är han skrivkonsten och skolornas skyddspatron. Det sägs att han tyckte mycket om ett särskilt plommonträd i Kyoto, som ska ha ryckt upp sig ur marken och flugit till Kyushu för att vara nära Sugawara. På grund av detta brukar det finnas plommonträd vid helgedomar ägnade år Tenjin, och han avbildas ofta med en blommande plommongren i handen